# Rejzl Żychlińska
Rejzl Żychlińska, także Rajzla Żychlińska (jid. רייזל זשיכלינסקא; ur. 27 lipca 1910 w Gąbinie, zm. 13 czerwca 2001 w Concord) – polska poetka żydowskiego pochodzenia, tworząca w języku jidysz.

## Życiorys
Urodziła się w Gąbinie w rodzinie żydowskiej. Naukę pobierała w polskiej szkole i u prywatnych nauczycieli. W latach 1934–1935 pracowała w sierocińcu we Włocławku, po czym w latach 1936–1939 przebywała w Warszawie, gdzie utrzymywała się jako urzędniczka. Po kapitulacji Warszawy uciekła do Związku Radzieckiego, wojnę przetrwała w Kazaniu; w tym okresie urodziła syna. W 1947 jako repatriantka wróciła do Polski i krótko przebywała w Łodzi i na Dolnym Śląsku. W 1948 wyemigrowała do Francji i osiadła w Paryżu, gdzie mieszkała do 1951. W tym samym roku wyjechała do Nowego Jorku, gdzie mieszkała do końca życia. W Stanach Zjednoczonych z początku utrzymywała się dzięki pracy w fabryce. Następnie studiowała biologię i literaturę w City College, a także literaturę i filozofię w New School for Social Research.

## Twórczość
Tworzyła w jidysz, jej utwory charakteryzowała zwięzłość. Pierwsze wiersze napisała w wieku 12 lat. Debiutowała w 1928 wierszem opublikowanym na łamach „Folkscajtung”, po entuzjastycznej opinii Melecha Rawicza. W 1936 roku, nakładem żydowskiego PEN Clubu, ukazał się jej pierwszy tomik poezji pt. Lider, którego okładkę zaprojektował Jankiel Adler, a słowem towarzyszącym opatrzył Icyk Manger. W 1939 w Warszawie wydała drugi tomik pt. Der regn zingt (z jid. Śpiewa deszcz). Jej ostatni zbiór wierszy wydany w Polsce, Cu łojtere bregn (z jid. Ku jasnym brzegom), który ukazał się w 1948, dedykowała najbliższej rodzinie, która zginęła w obozach zagłady w Chełmnie i Treblince. Kolejne tomiki opublikowała w Nowym Jorku. W 1975 otrzymała w Izraelu nagrodę im. Icyka Mangera.
Wiersze Żychlińskiej zostały przetłumaczone na język angielski, niemiecki, francuski i polski.

## Dzieła
- Lider, 1936
- Der regn zingt, 1939
- Cu lojtere bregn, 1948
- Szwajgendike tirn, 1962
- Harbstike skwern, 1969
- Di nowember-zun, 1977
- Naje lider, 1993[1][2]